# Feliks Szajnert
Feliks Szajnert (ur. 5 listopada 1944 w Czarsku, w Kazachstanie, zm. 6 lipca 2024 w Krakowie) – polski aktor charakterystyczny.
Wystąpił w kilkudziesięciu filmach, sztukach teatralnych, spektaklach Teatru Telewizji, słuchowiskach Teatru Polskiego Radia i serialach telewizyjnych. Rozpoznawalność zapewniła mu rola Pana Kierownika w cyklicznym programie telewizyjnym Spotkanie z Balladą; w jednym z programów Cyrkowe spotkanie z balladą (1981) grał dyrektora cyrku. Odtwórca roli „Kicia”, który w przeszłości był niesłusznie posądzany o kontakty z mafią i musiał odejść z policji, informatora nadkomisarza Zawady (Marek Włodarczyk), który pomaga złapać bandytów w serialu TVN Kryminalni (2006–2007).
W 1983 otrzymał Srebrny Krzyż Zasługi oraz odznakę „Zasłużony Działacz Kultury”. W marcu 2012 został odznaczony Brązowym Medalem „Zasłużony Kulturze Gloria Artis”.

## Wczesne lata
Urodził się w Czarsku na terenie Kazachstanu. Jego matka pochodziła z Mołdawii i w czasie II wojny światowej także znalazła się w Rosji. Zaraz po zakończeniu wojny wraz z rodzicami przyjechał do Łodzi, rodzinnego miasta ojca, gdzie spędził dzieciństwo i młodość. Jego ojciec był fotografem. Mając niewiele ponad pięć lat rozpoczął naukę w szkole podstawowej. Wbrew woli rodziców, w przedostatniej klasie liceum postanowił, że zostanie aktorem. W 1965 ukończył studia na Wydziale Aktorskim PWSTiF w Łodzi z wyróżnieniem. Jego kolegami ze studiów byli m.in.: Janusz Gajos, Joanna Jędryka i Elżbieta Starostecka. W dyplomowym przedstawieniu Kondukt (1965) Bohdana Drozdowskiego w reż. Jerzego Waldena zagrał Sadybana.

## Kariera sceniczna
W 1964, na trzecim roku studiów, debiutował na scenie Teatru Powszechnego w Łodzi w roli Poliszynela w Grze interesów Jacinto Benavente w reżyserii Marii Kaniewskiej. Był związany z teatrami: im. Wojciecha Bogusławskiego w Kaliszu (1965–1969), Dolnośląskim w Jeleniej Górze (1969–1970), im. Stefana Jaracza w Olsztynie (1970–1973), Dramatycznym w Szczecinie (1973–1973) i Ludowym w Krakowie–Nowej Hucie (1974–1975).
W 1973 w Lilli Wenedzie Juliusza Słowackiego został obsadzony w roli gońca przez ówczesną dyrektor Krystynę Skuszankę w Teatrze im. Juliusza Słowackiego w Krakowie, z którym związał się na stałe. Grał postaci charakterystyczne, liryczne, ale też często mocne, czarne charaktery, ludzi o pokręconym wnętrzu w takich spektaklach, jak: Historyja o chwalebnym Zmartwychwstaniu Pańskim Mikołaja z Wilkowiecka (1976) w reż. Kazimierza Dejmka jako Cerberus i Pilaks, Opowieści Lasku Wiedeńskiego Ödöna von Horvátha (1979) jako konferansjer wśród pląsających na scenie striptizerek w toplesie w reż. Włodzimierza Nurkowskiego, Mewa Antona Czechowa (1980) w reż. Krystyny Skuszanki w roli Siemiona Miedwiedienko, Hiob (1982) w reż.  Krzysztofa Babickiego jako Elihu, Juliusz Cezar Williama Shakespeare’a (1993) w reż. Jerzego Golińskiego jako Kaska, Idiota Fiodora Dostojewskiego (2002) w reż. Barbary Sass jako Ardalion Aleksandrowicz Iwołgin, Chory z urojenia Moliera (2002) w reż. Giovanniego Pampiglione w roli Pana Czyściciela, Pod Mocnym Aniołem Jerzego Pilcha (2003) w reż. Rafała Sabary jako Juruś, Kordian Juliusza Słowackiego (2006) w reż. Janusza Wiśniewskiego w roli Szatana, Pułapka Tadeusza Różewicza (2006) w reż. Krzysztofa Babickiego jako fryzjer, Ziemia obiecana Władysława Reymonta (2011) w reż. Wojciecha Kościelniaka w roli Zukera, Lalka Bolesława Prusa (2019) w reż. Wojciecha Klemma jako Książę i Suzin, Dziady Adama Mickiewicza (2021) w reż. Mai Kleczewskiej w roli Guślarza oraz O dwóch doktorach i jednej pacjentce Macieja Wojtyszki (2022) jako prezydent Józef Dietl.
Gościnnie wystąpił w Teatrze im. Adama Mickiewicza w Częstochowie w roli Kreona w sztuce Edyp królem Sofoklesa (1979) w reż. Wojciecha Kopcińskiego, Teatrze STU  w Hamlecie Szekspira (2000) w reż. Krzysztofa Jasińskiego, Ca–stingu Rafała Kmity (2002) w roli kabotyna, bawidamka, lowelasa i starego szmirusa i Kogucie w rosole Samuela Jokica (2010) w reż. Marka Gierszała jako Spencer, Teatrze „Bagatela” im. Tadeusza Boya-Żeleńskiego w Naczelnym Stiega Larssona (2004) w reż. Sławomira Sośnierza w roli Svena oraz Teatrze Muzycznym „Capitol” w Po Burzy Szekspira Agaty Duda-Gracz (2016) w roli Prospero.
W 1987 za występ w monodramie Ostatnia taśma Krappa Samuela Becketta został uhonorowany Nagrodą Zarządu Głównego „Prasa-Książka-Ruch” na XXI Ogólnopolskim Festiwalu Teatru Jednego Aktora we Wrocławiu.
W 2001 za postać Colemana w spektaklu Na zachód od Shannon Martina McDonagha w reż. Katarzyny Deszcz zdobył nagrody aktorskie na festiwalach – pierwszej edycji Dramaturgii Współczesnej „Rzeczywistość przedstawiona” w Zabrzu i piątej edycji Talia w Tarnowie.
W 2018 w cyklicznym „subiektywnym spisie aktorów” Jacka Sieradzkiego dla e-teatr.pl został doceniony za rolę Papkina w Zemście Aleksandra hr. Fredry (2017) w reż. Anny Augustynowicz.

## Życie prywatne
Był żonaty z Marianną Maziarzewską, nauczycielką języka polskiego IX Liceum Ogólnokształcącego im. Zygmunta Wróblewskiego w latach 1974–2005. Mieli trzech synów: Wojciecha, Macieja i Jacka.

### Śmierć
Zmarł 6 lipca 2024 w Krakowie w wieku 79 lat. W październiku 2022 przeszedł ciężki udar mózgu, po którym przeszło miesiąc spędził w szpitalu, a następnie wymagał intensywnej długotrwałej rehabilitacji, która była walką o sprawność. Choroba przerwała jego pracę. Pochowany 15 lipca 2024 na Cmentarzu Bronowickim przy ul. Pasternik w Krakowie obok żony, która zmarła 1 lutego 2023.

## Filmografia

### Filmy
- 1964: Banda
- 1976: Spokój – urzędnik
- 1977: Wodzirej – pracownik „Estrady"
- 1979: Amator – lekarz pogotowia
- 1979: Operacja Himmler – celnik niemiecki
- 1979: Szansa – Podleśny, sekretarz POP w szkole
- 1982: Austeria – Gerson
- 1984: W starym dworku, czyli niepodległość trójkątów – gajowy Maszejko
- 1986: Mewy – Gruby
- 1986: Pierścień i róża – szambelan
- 1989: Ostatni prom – SB-ek Staliński „Stalowy"
- 1989: Szklany dom (TV) – Jurek, kolega ciotki Wandy
- 1990: Pogrzeb kartofla – Andrzejewski
- 1994: Cudowne miejsce – Wasylko
- 1994: Polska śmierć (TV) – „Brodacz”, facet znający Ossa
- 2000: Duże zwierzę – pijak
- 2004: Cud w Krakowie – recepcjonista w domu studenckim
- 2017: Ach śpij kochanie – ekspert balistyki
- 2020: Kolej na miłość – starszy pan z trumieńką
- 2022: Johnny – arcybiskup

### Seriale
- 1978: 07 zgłoś się – odc. 6 – celnik
- 1978–1980: Wyprawa profesora Gąbki – głos postaci animowanej
- 1982: Hotel Polanów i jego goście (Hotel Polan und seine Gäste)
- 1984: Trapez – Walczak, zastępca Witolda
- 1986: Pierścień i róża – szambelan
- 2000: Świat według Kiepskich – odc. 72 – Szemro
- 2002: Świat według Kiepskich – odc. 126 – profesor
- 2003: Tak czy nie? – odc. 1 – taksówkarz
- 2003: Świat według Kiepskich – odc. 154 – profesor
- 2004: Świat według Kiepskich – odc. 168 – kierownik
- 2005: Szanse finanse – odc. 1 – strażak
- 2005: Świat według Kiepskich – odc. 203 –  major Waldek / odc. 236 – inżynier
- 2006–2007: Kryminalni – „Kiciu”, były policjant, informator Zawady (odc. 52, 64–66)
- 2013: Głęboka woda – ojciec Alicji (sezon II, odc. 5)
- 2013: Lekarze – odc. 24 – Jastrzębski, prezes towarzystwa ubezpieczeniowego
- 2017: Miasto skarbów – Avi Schmidt (odc. 2, 3, 4, 8, 11, 13)
- 2017: Ach śpij kochanie – ekspert balistyki
- 2019: Chory z urojenia – pan Biegunka
- 2020: Król – profesor Paliński
- 2021: Planeta singli. Osiem historii – dyrektor liceum
- 2021: Klangor – odc. 1 – Marek Borowiec, dyrektor więzienia
- 2023: #BringBackAlice – Flis (odc. 1, 4, 5, 6)